# Ринуччини, Оттавио
Оттавио Ринуччи́ни (итал. Ottavio Rinuccini, 20 января 1562, Флоренция — 28 марта 1621, там же) — итальянский поэт, либреттист.

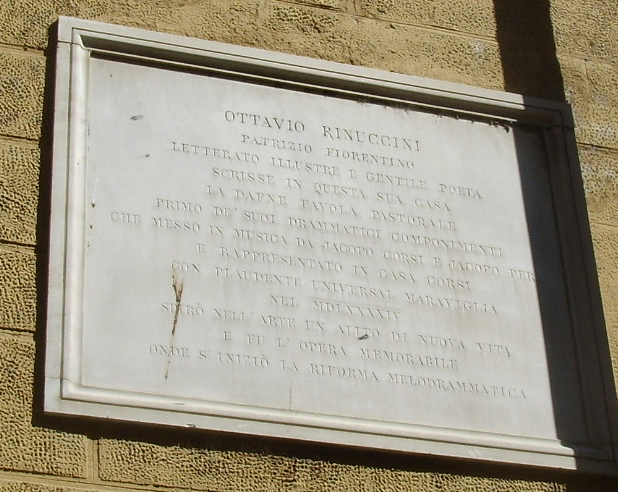
Памятная доска в честь Оттавио Ринуччини на улице Рустичи во Флоренции

## Биография
Состоял на службе при дворе Медичи. Член Флорентийской Академии, входил в творческий кружок «Флорентийская камерата», участвовал в создании первых опер. Провел несколько при дворе Генриха IV во Франции. Писал стихи, подражая французским образцам и лирике Кьябреры, они были опубликованы книгой в 1622, уже после его смерти.

## Творчество
Ему принадлежат тексты нескольких интермедий в драме Паломница, поставленной в 1589 на свадьбе великого герцога Тосканы Фердинанда и Кристины Лотарингской, внучки Екатерины Медичи. На его тексты написаны оперы: «Дафна» (пост. 1597—1598) и «Эвридика» (1600) Якопо Пери, «Эвридика» Дж. Каччини (1600, пост. 1602), «Бал неблагодарных женщин» и «Ариадна» Клаудио Монтеверди (обе — 1608), «Дафна» Марко да Гальяно (1608). На стихи Ринуччини сочиняли мадригалы Каччини, Сиджизмондо д’Индия, Монтеверди.